# Tunézia az 1996. évi nyári olimpiai játékokon
Tunézia az egyesült államokbeli Atlantában megrendezett 1996. évi nyári olimpiai játékok egyik részt vevő nemzete volt. Az országot az olimpián 9 sportágban 51 sportoló képviselte, akik összesen 1 érmet szereztek.

## Érmesek
| Érem  | Versenyző      | Sportág   | Versenyszám  |
| ----- | -------------- | --------- | ------------ |
| Bronz | Fathi Missaoui | Ökölvívás | Kisváltósúly |

## Asztalitenisz
Női
| Versenyző    | Versenyszám | Csoportkör                                                                                     | Csoportkör | Nyolcaddöntő      | Negyeddöntő       | Elődöntő          | Döntő             | Helyezés |
| Versenyző    | Versenyszám | Ellenfél Eredmény                                                                              | Hely.      | Ellenfél Eredmény | Ellenfél Eredmény | Ellenfél Eredmény | Ellenfél Eredmény | Helyezés |
| ------------ | ----------- | ---------------------------------------------------------------------------------------------- | ---------- | ----------------- | ----------------- | ----------------- | ----------------- | -------- |
| Sonia Touati | Egyes       | G csoport · Nicole Struse (GER) · 0:2 · Tódó Taeko (JPN) · kizárták · Boros Tamara (CRO) · 0:2 | 4.         | kiesett           | kiesett           | kiesett           | kiesett           | 17.      |

## Atlétika
Férfi
| Versenyző             | Versenyszám     | Előfutam | Előfutam | Előfutam | Elődöntő | Elődöntő | Elődöntő | Döntő   | Döntő    |
| Versenyző             | Versenyszám     | Idő      | Hely.    | Össz.    | Idő      | Hely.    | Össz.    | Idő     | Helyezés |
| --------------------- | --------------- | -------- | -------- | -------- | -------- | -------- | -------- | ------- | -------- |
| Ali Hakimi            | 1500 m          | 3:36,58  | 1.       | 3.       | 3:35,91  | 3.       | 13.      | 3:38,19 | 8.       |
| Tahar Mansouri        | Maraton         |          |          |          |          |          |          | 2:18:06 | 26.      |
| Hatem Ghoula          | 20 km gyaloglás |          |          |          |          |          |          | 1:25:52 | 33.      |
| Mohieddine Beni Daoud | 20 km gyaloglás |          |          |          |          |          |          | 1:27:15 | 37.      |

| Versenyző   | Versenyszám | Selejtező | Selejtező | Döntő    | Döntő    |
| Versenyző   | Versenyszám | Eredmény  | Helyezés  | Eredmény | Helyezés |
| ----------- | ----------- | --------- | --------- | -------- | -------- |
| Karim Sassi | Hármasugrás | 14,25 m   | 43.       | kiesett  | kiesett  |

Női
| Versenyző  | Versenyszám   | Selejtező | Selejtező | Döntő    | Döntő    |
| Versenyző  | Versenyszám   | Eredmény  | Helyezés  | Eredmény | Helyezés |
| ---------- | ------------- | --------- | --------- | -------- | -------- |
| Monia Kari | Diszkoszvetés | 58,02 m   | 28.       | kiesett  | kiesett  |

## Birkózás
Kötöttfogású
| Versenyző      | Versenyszám | 32-es főtábla                   | Nyolcaddöntő      | Negyeddöntő       | Elődöntő          | Vigaszág 2. kör                   | Vigaszág 3. kör             | Vigaszág 4. kör   | Vigaszág 5. kör   | Vigaszág 6. kör   | Bronz- mérkőzés   | Döntő             | Helyezés |
| Versenyző      | Versenyszám | Ellenfél Eredmény               | Ellenfél Eredmény | Ellenfél Eredmény | Ellenfél Eredmény | Ellenfél Eredmény                 | Ellenfél Eredmény           | Ellenfél Eredmény | Ellenfél Eredmény | Ellenfél Eredmény | Ellenfél Eredmény | Ellenfél Eredmény | Helyezés |
| -------------- | ----------- | ------------------------------- | ----------------- | ----------------- | ----------------- | --------------------------------- | --------------------------- | ----------------- | ----------------- | ----------------- | ----------------- | ----------------- | -------- |
| Nabil Salhi    | 57 kg       | Agaszi Manukján (ARM) · 0–4     |                   |                   |                   | Remigijus Šukevičius (LTU) · 0–11 | kiesett                     | kiesett           | kiesett           | kiesett           | kiesett           |                   | 20.      |
| Mohamed Naouar | 100 kg      | Andrzej Wroński (POL) · 0–10    |                   |                   |                   | Urs Bürgler (SUI) · 0–11          | kiesett                     | kiesett           | kiesett           | kiesett           | kiesett           |                   | 17.      |
| Omrane Ayari   | 130 kg      | Alekszandr Karelin (RUS) · 0–10 |                   |                   |                   | Rashid Bel Aziz (MAR) · 4–2       | Szuzuki Kenicsi (JPN) · 3–4 | kiesett           | kiesett           | kiesett           | kiesett           |                   | 11.      |

## Cselgáncs
Férfi
| Versenyző        | Versenyszám | Selejtező         | 32-es főtábla               | Nyolcaddöntő      | Negyeddöntő       | Elődöntő          | Vigaszág első kör | Vigaszág negyeddöntő | Vigaszág elődöntő | Bronz- mérkőzés   | Döntő             | Helyezés |
| Versenyző        | Versenyszám | Ellenfél Eredmény | Ellenfél Eredmény           | Ellenfél Eredmény | Ellenfél Eredmény | Ellenfél Eredmény | Ellenfél Eredmény | Ellenfél Eredmény    | Ellenfél Eredmény | Ellenfél Eredmény | Ellenfél Eredmény | Helyezés |
| ---------------- | ----------- | ----------------- | --------------------------- | ----------------- | ----------------- | ----------------- | ----------------- | -------------------- | ----------------- | ----------------- | ----------------- | -------- |
| Makrem Ayed      | Légsúly     | erőnyerő          | Nyikolaj Ozsegin (RUS) · V  | kiesett           | kiesett           | kiesett           |                   |                      |                   |                   |                   | 21.      |
| Hassen Moussa    | Könnyűsúly  | erőnyerő          | Andrey Shturbabin (UZB) · V | kiesett           | kiesett           | kiesett           |                   |                      |                   |                   |                   | 21.      |
| Skander Hachicha | Középsúly   | erőnyerő          | Yosvany Despaigne (CUB) · V | kiesett           | kiesett           | kiesett           |                   |                      |                   |                   |                   | 21.      |
| Slim Agrebi      | Nehézsúly   | erőnyerő          | Igor Peskov (KAZ) · V       | kiesett           | kiesett           | kiesett           |                   |                      |                   |                   |                   | 21.      |

Női
| Versenyző      | Versenyszám | Selejtező                    | Nyolcaddöntő                | Negyeddöntő       | Elődöntő          | Vigaszág első kör | Vigaszág negyeddöntő       | Vigaszág elődöntő | Bronz- mérkőzés   | Döntő             | Helyezés |
| Versenyző      | Versenyszám | Ellenfél Eredmény            | Ellenfél Eredmény           | Ellenfél Eredmény | Ellenfél Eredmény | Ellenfél Eredmény | Ellenfél Eredmény          | Ellenfél Eredmény | Ellenfél Eredmény | Ellenfél Eredmény | Helyezés |
| -------------- | ----------- | ---------------------------- | --------------------------- | ----------------- | ----------------- | ----------------- | -------------------------- | ----------------- | ----------------- | ----------------- | -------- |
| Raoudha Chaari | Könnyűsúly  | Nicola Fairbrother (GBR) · V | kiesett                     | kiesett           | kiesett           |                   |                            |                   |                   |                   | 20.      |
| Hajer Tbessi   | Váltósúly   | Wu Ching (HKG) · GY          | Gella Vandecaveye (BEL) · V |                   |                   |                   | Xiomara Griffith (VEN) · V | kiesett           | kiesett           |                   | 9.       |

## Labdarúgás

### Férfi
| Tunéziai férfi labdarúgócsapat-játékoskeret | Tunéziai férfi labdarúgócsapat-játékoskeret                                                                                          |
| --- | --- |
| - Chokri El-Ouaer - Imed Ben Younes - Mehdi Ben Slimane - Ferid Chouchane - Kaies Ghodhbane - Maher Kanzari - Lotfi Baccouche - Hassen Gabsi - Zubír Baja | - Marouane Bokri - Sabri Jaballah - Mohamed Mkacher - Radi Zsaidi - Tarek Ben Chrouda - Adel Sellimi - Khaled Badra - Riadh Bouazizi |

#### Eredmények
Csoportkör
A csoport
| Csapat                 | M | Gy | D | V | Rg | Kg | Gk | P |
| ---------------------- | - | -- | - | - | -- | -- | -- | - |
| Argentína (ARG)        | 3 | 1  | 2 | 0 | 5  | 3  | +2 | 5 |
| Portugália (POR)       | 3 | 1  | 2 | 0 | 4  | 2  | +2 | 5 |
| Egyesült Államok (USA) | 3 | 1  | 1 | 1 | 4  | 4  | 0  | 4 |
| Tunézia (TUN)          | 3 | 0  | 1 | 2 | 1  | 5  | –4 | 1 |

| 1996. július 20. 15:00 |

| Portugália (POR) | 2–0               | Tunézia (TUN) |
| ---------------- | ----------------- | ------------- |
| Martins 13' 68'  | (1–0) Jegyzőkönyv |               |

| RFK Stadium, Washington Nézőszám: 34 796 Játékvezető: Antônio Pereira (brazil) |

| 1996. július 22. 19:30 |

| Egyesült Államok (USA)       | 2–0               | Tunézia (TUN) |
| ---------------------------- | ----------------- | ------------- |
| Kirovski 38' Maisonneuve 90' | (1–0) Jegyzőkönyv |               |

| Legion Field, Birmingham Nézőszám: 45 687 Játékvezető: Hugh Dallas (skót) |

| 1996. július 24. 19.30 |

| Argentína (ARG) | 1–1               | Tunézia (TUN) |
| --------------- | ----------------- | ------------- |
| Ortega 5'       | (1–0) Jegyzőkönyv | Mkacher 74'   |

| Legion Field, Birmingham Nézőszám: 16 826 Játékvezető: Phirom Anpraszöt (thaiföldi) |

| Csapat        | Helyezés |
| ------------- | -------- |
| Tunézia (TUN) | 14.      |

## Ökölvívás
| Versenyző              | Versenyszám   | Selejtező                    | Nyolcaddöntő                        | Negyeddöntő                   | Elődöntő                 | Döntő             | Helyezés |
| Versenyző              | Versenyszám   | Ellenfél Eredmény            | Ellenfél Eredmény                   | Ellenfél Eredmény             | Ellenfél Eredmény        | Ellenfél Eredmény | Helyezés |
| ---------------------- | ------------- | ---------------------------- | ----------------------------------- | ----------------------------- | ------------------------ | ----------------- | -------- |
| Kalai Riadh            | Harmatsúly    | James Swan (AUS) · 14–4      | Crinu Raicu-Olteanu (ROU) · 3–16    | kiesett                       | kiesett                  | kiesett           | 9.       |
| Fathi Missaoui         | Kisváltósúly  | Lee Trautsch (AUS) · 25–9    | Francie Barrett (IRL) · 18–6        | Mohamed Allalou (ALG) · 16–15 | Oktay Urkal (GER) · 6–20 | kiesett           |          |
| Kamel Chater           | Váltósúly     | Hercules Kyvelos (CAN) · 4–4 | Vitalijus Karpačiauskas (LTU) · RSC | Oleg Szaitov (RUS) · 3–9      | kiesett                  | kiesett           | 7.       |
| Mohamed Salah Marmouri | Nagyváltósúly | Maselino Masoe (ASA) · 11–8  | Jørn Johnson (NOR) · 17–4           | David Reid (USA) · 8–13       | kiesett                  | kiesett           | 6.       |

## Röplabda

### Férfi
| Tunéziai férfi röplabdacsapat-játékoskeret                                                       | Tunéziai férfi röplabdacsapat-játékoskeret                                                                |
| ------------------------------------------------------------------------------------------------ | --- |
| - Ghazi Koubaa - Riadh Hedhili - Mohamed Baghdadi - Riadh Ghandri - Atif Loukil - Khaled Bel Aïd | - Hichem Ben Romdhane - Tarek Aouni - Faycal Ben Amara - Noureddine Hfaiedh - Ghazi Guidara - Majdi Toumi |

#### Eredmények
Csoportkör
B csoport
|                   |      | Mérkőzések | Mérkőzések | Szettek | Szettek | Szettek | Pontok | Pontok | Pontok |
| Csapat            | Pont | Gy         | V          | Sz+     | Sz–     | SzA     | P+     | P–     | PA     |
| ----------------- | ---- | ---------- | ---------- | ------- | ------- | ------- | ------ | ------ | ------ |
| Olaszország (ITA) | 10   | 5          | 0          | 15      | 0       | MAX     | 225    | 138    | 1,630  |
| Hollandia (NED)   | 9    | 4          | 1          | 12      | 3       | 4,000   | 209    | 131    | 1,595  |
| Jugoszlávia (YUG) | 8    | 3          | 2          | 9       | 8       | 1,125   | 215    | 191    | 1,126  |
| Oroszország (RUS) | 7    | 2          | 3          | 7       | 9       | 0,778   | 181    | 216    | 0,838  |
| Dél-Korea (KOR)   | 6    | 1          | 4          | 3       | 12      | 0,250   | 156    | 198    | 0,788  |
| Tunézia (TUN)     | 5    | 0          | 5          | 1       | 15      | 0,067   | 113    | 225    | 0,502  |

| 1996. július 21. 10:00 | Tunézia (TUN)      | 0–3 | Hollandia (NED) | Atlanta Játékvezető: Abdullah Al-Khlaifi (KSA), homas Blue (USA) |
| 1996. július 21. 10:00 | (4–15, 4–15, 2–15) |     |                 | Atlanta Játékvezető: Abdullah Al-Khlaifi (KSA), homas Blue (USA) |

| 1996. július 23. 16:00 | Olaszország (ITA)  | 3–0 | Tunézia (TUN) | Atlanta Játékvezető: Fernando Nava Abarca (MEX), Neill Luebke (USA) |
| 1996. július 23. 16:00 | (15–9, 15–5, 15–1) |     |               | Atlanta Játékvezető: Fernando Nava Abarca (MEX), Neill Luebke (USA) |

| 1996. július 25. 16:00 | Tunézia (TUN)             | 1–3 | Jugoszlávia (SCG) | Atlanta Játékvezető: Neill Luebke (USA), Takash Shimoyama (JPN) |
| 1996. július 25. 16:00 | (4–15, 17–15, 3–15, 3–15) |     |                   | Atlanta Játékvezető: Neill Luebke (USA), Takash Shimoyama (JPN) |

| 1996. július 27. 19:30 | Dél-Korea (KOR)    | 3–0 | Tunézia (TUN) | Atlanta Játékvezető: Barry Dragon (USA), Josebel Palmeirim (BRA) |
| 1996. július 27. 19:30 | (15–4, 15–6, 15–6) |     |               | Atlanta Játékvezető: Barry Dragon (USA), Josebel Palmeirim (BRA) |

| 1996. július 29. 16:00 | Tunézia (TUN)        | 0–3 | Oroszország (RUS) | Atlanta Játékvezető: Thomas Blue (USA), Josebel Palmeirim (BRA) |
| 1996. július 29. 16:00 | (9–15, 10–15, 11–15) |     |                   | Atlanta Játékvezető: Thomas Blue (USA), Josebel Palmeirim (BRA) |

| Csapat        | Helyezés |
| ------------- | -------- |
| Tunézia (TUN) | 11.      |

## Tenisz
Női
| Versenyző     | Versenyszám | 64-es főtábla                            | 32-es főtábla     | Nyolcaddöntő      | Negyeddöntő       | Elődöntő          | Bronz- mérkőzés   | Döntő             | Helyezés |
| Versenyző     | Versenyszám | Ellenfél Eredmény                        | Ellenfél Eredmény | Ellenfél Eredmény | Ellenfél Eredmény | Ellenfél Eredmény | Ellenfél Eredmény | Ellenfél Eredmény | Helyezés |
| ------------- | ----------- | ---------------------------------------- | ----------------- | ----------------- | ----------------- | ----------------- | ----------------- | ----------------- | -------- |
| Szelíma Szfar | Egyes       | Brenda Schultz-McCarthy (NED) · 4–6, 0–6 | kiesett           | kiesett           | kiesett           | kiesett           | kiesett           | kiesett           | 33.      |

## Vívás
Női
| Versenyző     | Versenyszám       | Selejtező                       | 32-es főtábla     | Nyolcaddöntő      | Negyeddöntő       | Elődöntő          | Bronz- mérkőzés   | Döntő             | Helyezés |
| Versenyző     | Versenyszám       | Ellenfél Eredmény               | Ellenfél Eredmény | Ellenfél Eredmény | Ellenfél Eredmény | Ellenfél Eredmény | Ellenfél Eredmény | Ellenfél Eredmény | Helyezés |
| ------------- | ----------------- | ------------------------------- | ----------------- | ----------------- | ----------------- | ----------------- | ----------------- | ----------------- | -------- |
| Henda Zaouali | Tőr, egyéni       | Katarzyna Felusiak (POL) · 9–15 | kiesett           | kiesett           | kiesett           | kiesett           | kiesett           | kiesett           | 37.      |
| Henda Zaouali | Párbajtőr, egyéni | Joanna Jakimiuk (POL) · 7–15    | kiesett           | kiesett           | kiesett           | kiesett           | kiesett           | kiesett           | 47.      |